# Густав-Едуард Франші
Густав-Едуард Франші (нім. Gustav-Eudard Francsi; 4 листопада 1914, Ганновер, Німецька імперія — 6 жовтня 1966, Сан-Фаліу-да-Ґішулс, Іспанія) — німецький льотчик-ас нічної винищувальної авіації, оберлейтенант люфтваффе. Кавалер Лицарського хреста Залізного хреста.

## Біографія
Служив у 40-й бомбардувальній ескадрі, потім переведений в 1-у групу 100-ї ескадри нічних винищувачів. Учасник Німецько-радянської війни.
Всього за час бойових дій здійснив понад 250 бойових вильотів і збив 56 літаків (всі — вночі), з них 49 радянських. Франші посів 13-те місце серед німецьких асів нічної винищувальної авіації і 1-ше серед тих, які діяли на Східному фронті.

## Нагороди
- Нагрудний знак пілота
- Залізний хрест 2-го і 1-го класу
- Німецький хрест в золоті (10 вересня 1944)
- Лицарський хрест Залізного хреста (29 жовтня 1944) — за 29 нічних перемог.
- Авіаційна планка нічного винищувача в золоті